# Abraham ben Selomó ibn Torrutiel
Abraham ben Selomó ibn Torrutiel (Utiel, 1482 − segle XVI) va ser un historiador jueu de l'Àfrica del Nord i dels jueus d'origen a la península Ibèrica. Amb motiu de l'expulsió dels jueus de Castella el 1492, era un nen de 10 anys quan va arribar amb la seva família a Fes (Marroc). Al voltant de 1510, va escriure una crònica en hebreu com una continuació de la Càbala d'Abraham ibn Daud. La primera part inclou l'apèndix d'aquesta crònica, que tracta en la segona part del període fins a 1463. La tercera part inclou una crònica dels Reis de Castella des de la perspectiva jueva, seguit de la descripció de l'expulsió dels jueus de Castella i l'assentament al Marroc. De particular interès és aquesta part perquè Abraham ben Selomó havia viscut els esdeveniments de 1492 com a testimoni ocular. La Crònica es va publicar per primera vegada per Adolf Neubauer el 1887. També s'atribueixen a Abraham ben Selomó certs escrits cabalístics.